# Snowdance Independent Film Festival

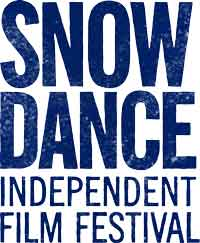
Logo des Snowdance Independent Film Festivals

Das Snowdance Independent Film Festival, gegründet 2014 in Landsberg am Lech, ist ein deutsches Filmfestival und gilt als eines der respektiertesten jüngeren Filmfestivals. Das Festival organisiert einen internationalen Wettbewerb für Lang- und Kurzfilmspiele, die in erster Linie unabhängig von Sendern, Filmförderungen oder großen Verleihern produziert wurden. Schirmherren der Veranstaltung waren bislang Heiner Lauterbach, Götz Otto und Ulrike Folkerts. Regelmäßig besuchten deutsche Filmprominente wie Til Schweiger, Nora Tschirner, Axel Milberg, Ursula Karven  das Festival.

## Geschichte
2014 wurde das Festival von Branchenpersönlichkeiten wie Heiner Lauterbach und Thomas Bohn gegründet. Inspiriert von Robert Redfords Independentfestival Sundance zielt Snowdance auf internationale, unabhängige Filmproduktionen, die abseits der klassischen Produktionswege entstehen, und will ihnen ein Forum bieten.
Lauterbach zog sich aus Termingründen 2018 aus dem Festival zurück, seitdem wechseln die Schirmherrn der Veranstaltung jährlich.
2023 zog das Snowdance nach Essen um. Spielorte sind die Programmkinos in der Essener Innenstadt.

## Leiter
- seit 2014: Thomas Bohn

## Schirmherrn
- 2014–2017: Heiner Lauterbach
- 2018: Götz Otto
- 2019: Ulrike Folkerts
- 2020: Max Tidof

## Preise und Ehrungen
Es werden zahlreiche dotierte Filmpreise verliehen. Die Gewinner werden durch eine Fachjury bestimmt. Die Auszeichnungen richten sich direkt an die Filmschaffenden und ihre Werke in folgende Kategorien:
- Bester Spielfilm
- Bester Dokumentarfilm
- Bester Kurzfilm
- Beste Regie
- Bestes Drehbuch
- Bester Schauspieler
- Beste Kamera

### Bisherige Preisträger (Auswahl)
| Jahr | Film                                    | Preisträger                               | Preis                 |
| ---- | --------------------------------------- | ----------------------------------------- | --------------------- |
| 2023 | Taktik                                  | Marion Mitterhammer, Hans-Günther Bücking | Bestes Script         |
| 2021 | Either Side of Midnight                 | Roger Spottiswoode                        | Beste Regie           |
| 2021 | Ale                                     | O’Neil Bürgi                              | Bester Dokumentarfilm |
| 2020 | Baumbacher Syndrome                     | Gregory Kirchhoff                         | Bester Spielfilm      |
| 2020 | The Worst Thing (To Germany, with Love) | Desireena Almoradie                       | Bester Dokumentarfilm |
| 2019 | The Demon Disease                       | Lilith Kugler                             | Bester Dokumentarfilm |
| 2017 | Falten                                  | Silvia Häselbarth Stolz                   | Bester Dokumentarfilm |
| 2016 | Dirty Games                             | Benjamin Best                             | Bester Dokumentarfilm |
| 2015 | Eight                                   | Peter Blackburn                           | Bester Spielfilm      |